# Charles Brousse
Pour les articles homonymes, voir Brousse.

a Compétitions nationales et continentales officielles uniquement.

Dernière mise à jour le 30 août 2024.
Charles Brousse, né le 30 novembre 1990, est un joueur français de rugby à XV qui évolue au poste de centre.

## Biographie
Natif de la Charente, Charles Brousse est formé au sein du club local de Barbezieux-Saint-Hilaire,,. Il joue au cours de sa carrière junior au Stade toulousain de 2007 à 2009, puis dans l'équipe Reichel du CA Bordeaux Bègles. Reversé dans l'équipe senior de l'Union Bordeaux Bègles, il obtient sa première titularisation lors de la 15e journée de Top 14 2011-2012 face à l'Aviron bayonnais, durant laquelle il est élu homme du match. Il est sous contrat espoir pour deux ans depuis 2012.
Brousse compte également des sélections en équipe de France universitaire à sept, avec laquelle il participe à l'Universiade d'été de 2013 à Kazan et s'incline en finale contre la Russie.
En fin de contrat avec l'UBB, Brousse signe à l'intersaison 2016 avec le club de Provence Rugby.

## Palmarès
- Universiade :
  - Finaliste : 2013.